# Jak Roberto
Jan Rommel Roberto y Osuna, conocido artísticamente como Jak Roberto (n. 2 de diciembre de 1993 en  Nagcarlan, Laguna), es un actor, cantante y modelo filipino. Su carrera comenzó a partir del 2012, ese mismo año debutó como actor por primera vez en una serie comedia de televisión titulada "Cielo de Angelina", seguido después por otra serie titulada "Pepito Manaloto". También se hizo conocer como cantante, cuando empezó a formar parte de una banda musical juvenil llamada  "3logy", junto a sus dos mejores amigos: Jeric Gonzales y Abel Estanislao, donde Jack era el vocalista principal. Ambos lanzaron un disco titulado "May Be It's You". Además ha sido relacionado con otros artistas de su país como  Teejay Marquez, Ken Chan, Hiro Peralta y Jake Vargas, tras participar en otra serie de televisión titulada "Walang Tulugan with the Master Showman". En la mayor parte de las series televisivas que trabajó como actor, fueron producidas y difundidas por la red  GMA-7.

## Filmografía
| Año  | Titulo                                             | Personaje    | Canal       | Notas           | Con                                             |
| 2016 | Dear Uge                                           | Berto        | GMA Network | Supporting Role | Migo Adecer & Klea Pineda                       |
| 2016 | A1 Ko Sa 'Yo                                       | Jake         | GMA Network | Guest Role      | Solenn Heussaff and Jaclyn Jose                 |
| 2016 | Maynila: Unrequited Love                           | Ryan         | GMA Network |                 |                                                 |
| 2016 | Maynila: Back To Basics                            | Anton        | GMA Network | Main Role       | Klea Pineda                                     |
| 2016 | Hanggang Makita Kang Muli                          | Elmo         | GMA Network | Supporting Role | Bea Binene & Derrick Monasterio                 |
| 2016 | Magpakailanman: Anak, Saan Kami Nagkamali?         | Randy        | GMA Network | Guest Role      | Jhoana Marie Tan & Snooky Serna                 |
| 2015 | Magpakailanman: Ang Batang Isinilang sa Bilangguan | Ryan         | GMA Network | Main Role       | Sunshine Dizon, Miggs Cuaderno & Julian Trono   |
| 2015 | Maynila: Sweet Summer Love                         | N/A          | GMA Network | Supporting Role | Kiko Estrada, Gabbi Garcia, Stephanie Sol       |
| 2015 | Pari 'Koy                                          | Omar         | GMA Network | Guest Role      | Dingdong Dantes, David Remo & Sunshine Dizon    |
| 2015 | Magpakailanman: Boses ng Puso                      | Chris        | GMA Network | Main Role       | Mark Bautista                                   |
| 2014 | Walang Tulugan with the Master Showman             | Himself      | GMA Network | Main Performer  | Various                                         |
| 2014 | The Half Sisters                                   | Ambo         | GMA Network | Supporting Role | Barbie Forteza & Thea Tolentino                 |
| 2014 | Magpakailanman: Pusong Hindo Nakalimot             | Biboy        | GMA Network | Main Role       | Krystal Reyes                                   |
| 2014 | Ilustrado                                          | Maximo Viola | GMA Network | Extended Role   | Alden Richards & Kylie Padilla                  |
| 2013 | With a Smile                                       | Jack         | GMA Network | Supporting Role | Mikael Daez, Christian Bautista & Andrea Torres |
| 2012 | Cielo de Angelina                                  | Andrei       | GMA Network | Guest Role      | Bea Binene & Jake Vargas                        |
| 2012 | Pepito Manaloto                                    | Eric         | GMA Network | Main Role       | Michael V.                                      |

## Discografía
- Jeric Gonzales & Abel Estanislao(3LOGY)